# Formation de Kitadani
La formation de Kitadani est une formation géologique détritique datant du Crétacé inférieur qui affleure dans la préfecture de Fukui au centre ouest de l'île de Honshū au Japon. 
Cette formation est la principale source de fossiles de vertébrés terrestres du Crétacé du Japon.

## Géologie
La formation de Kitadani est une unité au sein du sous-groupe d'Akaiwa qui lui-même appartient au groupe de Tetori, le principal ensemble stratigraphique du Mésozoïque du centre-ouest de l'île de Honshū.
Subdivisions du groupe de Tetori, de haut en bas :
- sous-groupe d'Akaiwa (auquel appartient la formation de Kitadani), Crétacé inférieur ;
- sous-groupe d'Itoshiro, Crétacé inférieur à Jurassique supérieur ;
- sous-groupe Kuzuryū, Jurassique supérieur à Jurassique moyen.

La formation de Kitadani repose en concordance sur la formation d'Akaiwa et elle est recouverte en discordance par la formation d'Omichidani.
Sa lithologie est globalement détritique : grès plus ou moins grossiers, siltites, argiles, avec des intercalations de tufs volcaniques et de bancs de charbon. Son épaisseur totale est estimée à 100 mètres.

## Datation
La formation de Kitadani a été datée en biostratigraphie en se basant sur la présence de bivalves d'eau douce de l'espèce Nippononaia ryosekiana qui indique un âge Crétacé inférieur entre le Barrémien supérieur et l'Aptien, soit environ entre 127 et 115 Ma (millions d'années),.

## Paléontologie
Les fossiles de vertébrés en général et plus particulièrement de dinosaures sont les plus célèbres de cette formation géologique. Ils sont accompagnés de nombreux fossiles de plantes et d'invertébrés. L’environnement de dépôts est de type fluviatile (plaine inondable).

### Vertébrés

#### Dinosaures
| Dinosaures de la formation de Kitadani | Dinosaures de la formation de Kitadani | Dinosaures de la formation de Kitadani                 | Dinosaures de la formation de Kitadani | Dinosaures de la formation de Kitadani          | Dinosaures de la formation de Kitadani | Dinosaures de la formation de Kitadani |
| Genus                                  | Species                                | Location                                               | Stratigraphic position                 | Material                                        | Notes                                  | Images                                 |
| -------------------------------------- | -------------------------------------- | ------------------------------------------------------ | -------------------------------------- | ----------------------------------------------- | -------------------------------------- | -------------------------------------- |
| Fukuiraptor                            | F. kitadaniensis                       | Carrière à dinosaures de Kitadani (lit d'ossements I)  |                                        | Squelette partiel accompagné de paratypes       | Mégaraptorien basal                    |                                        |
| Fukuisaurus                            | F. tetoriensis                         | Carrière à dinosaures de Kitadani (lit d'ossements I)  |                                        | Nombreux spécimens formant un squelette partiel | Hadrosauroïde basal                    |                                        |
| Fukuititan                             | F. nipponensis                         | Carrière à dinosaures de Kitadani (lit d'ossements II) |                                        | Squelette partiel                               | Macronarien (titanosauriformes)        |                                        |
| Fukuivenator                           | F. paradoxus                           | Carrière à dinosaures de Kitadani                      |                                        | Squelette partiel                               | Macronarien (titanosauriformes)        |                                        |
| Koshisaurus                            | K. katsuyama                           | Carrière à dinosaures de Kitadani (lit d'ossements IV) |                                        | Restes très partiels (crâniens essentiellement) | Hadrosauroïde basal                    |                                        |

Par ailleurs des pistes avec des empreintes de dinosaures ont été observées : théropodes non-aviens et aviens, sauropodes, ornithischiens

Des fragments d’œufs de dinosaures ont été recueillis dont l'oo-espèce Plagioolithus fukuensis, une coquille d'œuf à trois couches, interprétée comme un œuf de fossile d'oiseaux. S'il s'agit bien d'un fragment d’œuf d'oiseau, Plagioolithus serait parmi les plus anciens œufs d'oiseaux connus.

#### Eusuchiens
Un squelette presque complet d'un eusuchien goniopholididé aurait été découvert en 1982 mais aucune publication validée par la communauté scientifique ne le confirme.

#### Tortues
Seuls quelques fragments de carapace de tortues ont été mis au jour,.
Un bilan sur 700 fragments réalisé en 2015, il attribue ces fragments à six taxons différents :
- † Adocus, une Trionychoidea[10] ;
- † Pelochelys, une Trionychidae ;
- † Gobiapalone, une Trionychidae ;
- † Apalonina, une Trionychidae ;
- † Basilemys, une nanhsiungchelyidé ;
- une autre nanhsiungchelyidé non nommée.

#### Mammifères
Au moins trois taxons différents de mammifères (représentés par des dents ou des fragments de mâchoires), sont connus dans la formation de Kitadani :
- † Symmetrolestes parvus, un  Symmetrodonta de la famille des spalacotheriidés décrit en 2004[11] ;
- un éobaataridé (multituberculé)[12] ;
- un triconodontidé[12].

| Mammaliaformes de la formation de Kitadani | Mammaliaformes de la formation de Kitadani | Mammaliaformes de la formation de Kitadani            | Mammaliaformes de la formation de Kitadani | Mammaliaformes de la formation de Kitadani                                                           | Mammaliaformes de la formation de Kitadani | Mammaliaformes de la formation de Kitadani |
| Genre                                      | Espèce                                     | Localisation                                          | Position stratigraphique                   | Matériel                                                                                             | Notes                                      | Images                                     |
| ------------------------------------------ | ------------------------------------------ | ----------------------------------------------------- | ------------------------------------------ | --- | ------------------------------------------ | ------------------------------------------ |
| Symmetrolestes                             | S. parvus                                  | Au Nord de la carrière à dinosaures                   |                                            | Fragment de la mandibule droite                                                                      | Spalacotheriidae                           |                                            |
| Eobaataridae                               | indéterminé                                | Carrière à dinosaures de Kitadani (lit d'ossements I) |                                            | Une couronne de P4 gauche                                                                            |                                            |                                            |
| ?Triconodontidae                           | indéterminé                                | Carrière à dinosaures de Kitadani (lit d'ossements I) |                                            | « un fragment possible de dentaire droit avec des couronnes et racines molariformes mal conservées » |                                            |                                            |